# Abou Abdallah es-Siqili
 (août 2014).
Si vous disposez d'ouvrages ou d'articles de référence ou si vous connaissez des sites web de qualité traitant du thème abordé ici, merci de compléter l'article en donnant les références utiles à sa vérifiabilité et en les liant à la section « Notes et références ».
Abou Abdallah es-Siqili (arabe : أبو عبد الله الصقلي, Abû 'Abdallâh le Sicilien), est un scientifique andalou du Moyen Âge, d'origine sicilienne. Maîtrisant le grec, il contribua à Cordoue, vers l'an 950, avec d'autres médecins dont le médecin juif Hasdaï ibn Shaprut, le moine byzantin Nicolas et le musulman Ibn Juljul, à améliorer la traduction en arabe de l'ouvrage De materia medica de Dioscoride, au niveau du lexique des médicaments et de l'arabisation de la terminologie.